# Europees kampioenschap voetbal 1972 (kwalificatie)
Deze pagina beschrijft de kwalificatie voor het Europees kampioenschap voetbal 1972.  In totaal zullen vier landen zich kwalificeren voor het hoofdtoernooi. Het toernooi bestaat uit een groepsfase en een kwartfinale. De wedstrijden vonden plaats tussen 7 oktober 1970 en 17 mei 1972.

## Gekwalificeerde landen

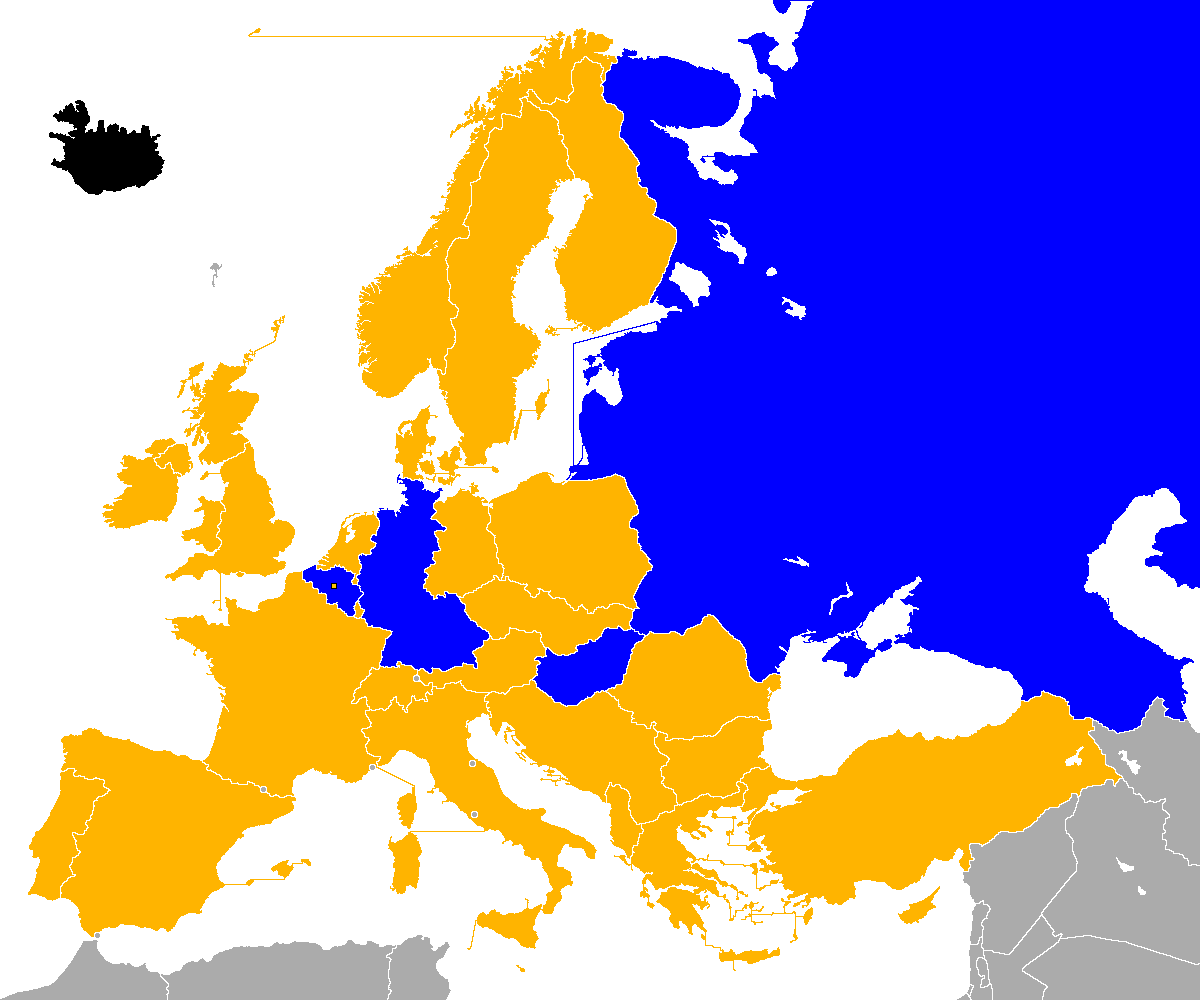
Gekwalificeerd
Niet gekwalificeerd
Niet deelgenomen
Geen UEFA-lid

| Land              | Kwalificatie | Eerdere deelnames aan EK1 |
| ----------------- | ------------ | ------------------------- |
| België (gastland) | Kwartfinale  | 0 (debuut)                |
| Sovjet-Unie       | Kwartfinale  | 3 (1960, 1964, 1968)      |
| West-Duitsland    | Kwartfinale  | 0 (debuut)                |
| Hongarije         | Kwartfinale  | 1 (1964)                  |

## Groepen en wedstrijden
Legenda

### Groep 1
Tsjecho-Slowakije en Roemenië moesten uitmaken, wie naar de kwartfinales van het EK zou gaan. Op het recente WK won Roemenië met 2-1. Tsjecho-Slowakije begon slecht met een gelijkspel thuis tegen Finland, maar het won daarna de volgende vier wedstrijden. Beslissend was de uitwedstrijd in Boekarest tegen Roemenië, bij een gelijkspel zou Tsjecho-Slowakije zich plaatsten. Echter, de wedstrijd ging verloren, de Roemenen wonnen de afsluitende wedstrijd tegen Wales en plaatsten zich voor de volgende ronde dankzij een beter doelsaldo.
| Pos | Land              | Wed | Win | Gel | Ver | DV | DT | +/− | Pnt |
| --- | ----------------- | --- | --- | --- | --- | -- | -- | --- | --- |
| 1   | Roemenië          | 6   | 4   | 1   | 1   | 11 | 2  | +9  | 9   |
| 2   | Tsjecho-Slowakije | 6   | 4   | 1   | 1   | 11 | 4  | +7  | 9   |
| 3   | Wales             | 6   | 2   | 1   | 3   | 5  | 6  | –1  | 5   |
| 4   | Finland           | 6   | 0   | 1   | 5   | 1  | 16 | –15 | 1   |

|                                                 |                    |       |                       |                                                                                   |
| 7 oktober 1970 «onderlinge duels» 18:00 (UTC+1) | Tsjecho-Slowakije  | 1 – 1 | Finland               | Letenský stadion, Praag Toeschouwers: 5.549 Scheidsrechter: William O'Neill (IRL) |
| 7 oktober 1970 «onderlinge duels» 18:00 (UTC+1) | Milan Albrecht 31' |       | 41' Matti Paatelainen | Letenský stadion, Praag Toeschouwers: 5.549 Scheidsrechter: William O'Neill (IRL) |

|                                                      |                                                                 |       |         |                                                                                                  |
| 11 oktober 1970 «onderlinge duels» 15:30 uur (UTC+2) | Roemenië                                                        | 3 – 0 | Finland | Stadionul 23 August, Boekarest Toeschouwers: 36.584 Scheidsrechter: Leonidas Vamvakopoulos (GRE) |
| 11 oktober 1970 «onderlinge duels» 15:30 uur (UTC+2) | Florea Dumitrache 28' Florea Dumitrache 42' Radu Nunweiller 77' |       |         | Stadionul 23 August, Boekarest Toeschouwers: 36.584 Scheidsrechter: Leonidas Vamvakopoulos (GRE) |

|                                                     |       |       |          |                                                                                 |
| 11 november 1970 «onderlinge duels» 19:30 uur (UTC) | Wales | 0 – 0 | Roemenië | Ninian Park, Cardiff Toeschouwers: 19.882 Scheidsrechter: Arie van Gemert (NED) |
| 11 november 1970 «onderlinge duels» 19:30 uur (UTC) |       |       |          | Ninian Park, Cardiff Toeschouwers: 19.882 Scheidsrechter: Arie van Gemert (NED) |

|                                                    |                |       |                                                         |                                                                               |
| 21 april 1971 «onderlinge duels» 19:30 uur (UTC+1) | Wales          | 1 – 3 | Tsjecho-Slowakije                                       | Vetch Field, Swansea Toeschouwers: 12.767 Scheidsrechter: Einar Boström (SWE) |
| 21 april 1971 «onderlinge duels» 19:30 uur (UTC+1) | Ron Davies 48' |       | 78' Ján Čapkovič 80' Vladimír Táborský 82' Ján Čapkovič | Vetch Field, Swansea Toeschouwers: 12.767 Scheidsrechter: Einar Boström (SWE) |

|                                                  |                      |       |          |                                                                                    |
| 16 mei 1971 «onderlinge duels» 16:30 uur (UTC+1) | Tsjecho-Slowakije    | 1 – 0 | Roemenië | Tehelné pole, Bratislava Toeschouwers: 38.207 Scheidsrechter: Fernando Leite (POR) |
| 16 mei 1971 «onderlinge duels» 16:30 uur (UTC+1) | František Veselý 88' |       |          | Tehelné pole, Bratislava Toeschouwers: 38.207 Scheidsrechter: Fernando Leite (POR) |

|                                              |         |                  |       |                                                                                     |
| 26 mei 1971 «onderlinge duels» 19:00 (UTC+2) | Finland | 0 – 1            | Wales | Olympisch Stadion, Helsinki Toeschouwers: 5.410 Scheidsrechter: Günter Männig (GDR) |
| 26 mei 1971 «onderlinge duels» 19:00 (UTC+2) |         | 54' John Toshack |       | Olympisch Stadion, Helsinki Toeschouwers: 5.410 Scheidsrechter: Günter Männig (GDR) |

|                                               |         |                                                                              |                   |                                                                                       |
| 16 juni 1971 «onderlinge duels» 19:00 (UTC+2) | Finland | 0 – 4                                                                        | Tsjecho-Slowakije | Olympisch Stadion, Helsinki Toeschouwers: 4.658 Scheidsrechter: Marian Środecki (POL) |
| 16 juni 1971 «onderlinge duels» 19:00 (UTC+2) |         | 12' Ján Čapkovič 16' Jaroslav Pollák 84' František Karkó 89' František Karkó |                   | Olympisch Stadion, Helsinki Toeschouwers: 4.658 Scheidsrechter: Marian Środecki (POL) |

|                                                        |         |                                                                                      |          |                                                                                   |
| 22 september 1971 «onderlinge duels» 18:30 uur (UTC+2) | Finland | 0 – 4                                                                                | Roemenië | Olympisch Stadion, Helsinki Toeschouwers: 2.084 Scheidsrechter: Pius Kamber (SUI) |
| 22 september 1971 «onderlinge duels» 18:30 uur (UTC+2) |         | 25' Anghel Iordănescu 37' Niculae Lupescu 55' Emerich Dembrovschi 64' Mircea Lucescu |          | Olympisch Stadion, Helsinki Toeschouwers: 2.084 Scheidsrechter: Pius Kamber (SUI) |

|                                                  |                                                       |       |         |                                                                               |
| 13 oktober 1971 «onderlinge duels» 19:00 (UTC+2) | Wales                                                 | 3 – 0 | Finland | Vetch Field, Swansea Toeschouwers: 10.301 Scheidsrechter: Kaj Rasmussen (DEN) |
| 13 oktober 1971 «onderlinge duels» 19:00 (UTC+2) | William Durban 10' John Toshack 53' Gilbert Reece 89' |       |         | Vetch Field, Swansea Toeschouwers: 10.301 Scheidsrechter: Kaj Rasmussen (DEN) |

|                                                      |                   |       |       |                                                                                            |
| 27 oktober 1971 «onderlinge duels» 18:00 uur (UTC+1) | Tsjecho-Slowakije | 1 – 0 | Wales | Letenský Stadion, Praag Toeschouwers: 20.051 Scheidsrechter: Mariano Medina Iglesias (ESP) |
| 27 oktober 1971 «onderlinge duels» 18:00 uur (UTC+1) | Ladislav Kuna 60' |       |       | Letenský Stadion, Praag Toeschouwers: 20.051 Scheidsrechter: Mariano Medina Iglesias (ESP) |

|                                                       |                                            |       |                   |                                                                                              |
| 14 november 1971 «onderlinge duels» 14:00 uur (UTC+2) | Roemenië                                   | 2 – 1 | Tsjecho-Slowakije | Stadionul 23 August, Boekarest Toeschouwers: 63.583 Scheidsrechter: Milivoje Gugulović (YUG) |
| 14 november 1971 «onderlinge duels» 14:00 uur (UTC+2) | Emerich Dembrovschi 26' Nicolae Dobrin 52' |       | 50' Ján Čapkovič  | Stadionul 23 August, Boekarest Toeschouwers: 63.583 Scheidsrechter: Milivoje Gugulović (YUG) |

|                                                       |                                       |       |       |                                                                                         |
| 24 november 1971 «onderlinge duels» 14:00 uur (UTC+2) | Roemenië                              | 2 – 0 | Wales | Stadionul 23 August, Boekarest Toeschouwers: 35.251 Scheidsrechter: Fred Delcourt (BEL) |
| 24 november 1971 «onderlinge duels» 14:00 uur (UTC+2) | Niculae Lupescu 9' Mircea Lucescu 74' |       |       | Stadionul 23 August, Boekarest Toeschouwers: 35.251 Scheidsrechter: Fred Delcourt (BEL) |

### Groep 2
Een strijd tussen drie landen, die op dat moment tot de subtop van Europa behoorden: Bulgarije, Frankrijk en Hongarije. De Hongaren begonnen de competitie matig met een gelijkspel thuis tegen Frankrijk en een 3-0 nederlaag tegen Bulgarije. Ze herstelden zich met een 2-0 zege thuis tegen de Bulgaren en een 2-0 overwinning in Parijs. Hongarije was nu uitgespeeld en moest nu wachten op de twee resterende wedstrijden van Bulgarije en Frankrijk, die tegen elkaar moesten spelen. De teams hadden alleen een kans gelijk te eindigen met Hongarije, als een van deze teams allebei de wedstrijden zouden winnen. Echter, Bulgarije en Frankrijk wonnen beide eenmaal en Hongarije plaatste zich voor de kwartfinales. Bulgarije verloor zijn sterspeler Georgi Asparuhov, eerst was hij geblesseerd en later overleed hij bij een auto-ongeluk. Ongeveer 500.000 Bulgaren namen afscheid van hem.
| Pos | Land      | Wed | Win | Gel | Ver | DV | DT | +/− | Pnt |
| --- | --------- | --- | --- | --- | --- | -- | -- | --- | --- |
| 1   | Hongarije | 6   | 4   | 1   | 1   | 12 | 5  | +7  | 9   |
| 2   | Bulgarije | 6   | 3   | 1   | 2   | 11 | 7  | +4  | 7   |
| 3   | Frankrijk | 6   | 3   | 1   | 2   | 10 | 8  | +2  | 7   |
| 4   | Noorwegen | 6   | 0   | 1   | 5   | 5  | 18 | –13 | 1   |

|                                                     |                 |       |                                                        |                                                                                     |
| 7 oktober 1970 «onderlinge duels» 19:00 uur (UTC+1) | Noorwegen       | 1 – 3 | Hongarije                                              | Ullevaalstadion, Oslo Toeschouwers: 16.067 Scheidsrechter: Adrianus Boogaerts (NED) |
| 7 oktober 1970 «onderlinge duels» 19:00 uur (UTC+1) | Odd Iversen 50' |       | 5' Ferenc Bene 23' László Nagy 69' (e.d.) Geir Karlsen | Ullevaalstadion, Oslo Toeschouwers: 16.067 Scheidsrechter: Adrianus Boogaerts (NED) |

|                                                       |                                                  |       |                 |                                                                                            |
| 11 november 1970 «onderlinge duels» 17:00 uur (UTC+1) | Frankrijk                                        | 3 – 1 | Noorwegen       | Stade de Gerland, Lyon Toeschouwers: 10.357 Scheidsrechter: António Saldanha Ribeiro (POR) |
| 11 november 1970 «onderlinge duels» 17:00 uur (UTC+1) | Louis Floch 30' Georges Lech 55' Michel Mézy 63' |       | 79' Olav Nilsen | Stade de Gerland, Lyon Toeschouwers: 10.357 Scheidsrechter: António Saldanha Ribeiro (POR) |

|                                                       |                      |       |                 | |
| 15 november 1970 «onderlinge duels» 15:30 uur (UTC+2) | Bulgarije            | 1 – 1 | Noorwegen       | Vasil Levski Nationaal Stadion, Sofia Toeschouwers: 21.465 Scheidsrechter: Mihalis Kiriakidis (CYP) |
| 15 november 1970 «onderlinge duels» 15:30 uur (UTC+2) | Tsvetan Atanasov 29' |       | 83' Tor Fuglset | Vasil Levski Nationaal Stadion, Sofia Toeschouwers: 21.465 Scheidsrechter: Mihalis Kiriakidis (CYP) |

|                                                    |                         |       |                   |                                                                                 |
| 24 april 1971 «onderlinge duels» 16:30 uur (UTC+1) | Hongarije               | 1 – 1 | Frankrijk         | Népstadion, Boedapest Toeschouwers: 45.867 Scheidsrechter: Joaquim Campos (POR) |
| 24 april 1971 «onderlinge duels» 16:30 uur (UTC+1) | Lajos Kocsis 70' (pen.) |       | 64' Hervé Revelli | Népstadion, Boedapest Toeschouwers: 45.867 Scheidsrechter: Joaquim Campos (POR) |

|                                                  |                                                        |       |           |                                                                                                  |
| 19 mei 1971 «onderlinge duels» 18:30 uur (UTC+2) | Bulgarije                                              | 3 – 0 | Hongarije | Vasil Levski Nationaal Stadion, Sofia Toeschouwers: 28.342 Scheidsrechter: Tofik Bakhramov (URS) |
| 19 mei 1971 «onderlinge duels» 18:30 uur (UTC+2) | Bozhil Kolev 38' Petko Petkov 48' Stefan Velichkov 72' |       |           | Vasil Levski Nationaal Stadion, Sofia Toeschouwers: 28.342 Scheidsrechter: Tofik Bakhramov (URS) |

|                                                  |                 |       |                                                                              |                                                                           |
| 9 juni 1971 «onderlinge duels» 19:00 uur (UTC+1) | Noorwegen       | 1 – 4 | Bulgarije                                                                    | Ullevaalstadion, Oslo Toeschouwers: 22.041 Scheidsrechter: John Gow (WAL) |
| 9 juni 1971 «onderlinge duels» 19:00 uur (UTC+1) | Odd Iversen 79' |       | 26' Hristo Bonev 29' Petar Zhekov 37' Mladen Vasilev 42' (pen.) Hristo Bonev | Ullevaalstadion, Oslo Toeschouwers: 22.041 Scheidsrechter: John Gow (WAL) |

|                                                       |                      |       |                                                            |                                                                                |
| 8 september 1971 «onderlinge duels» 19:00 uur (UTC+1) | Noorwegen            | 1 – 3 | Frankrijk                                                  | Ullevaalstadion, Oslo Toeschouwers: 16.544 Scheidsrechter: John Paterson (SCO) |
| 8 september 1971 «onderlinge duels» 19:00 uur (UTC+1) | Ola Dybwad-Olsen 80' |       | 33' Jacques Vergnes 34' Charly Loubet 49' Bernard Blanchet | Ullevaalstadion, Oslo Toeschouwers: 16.544 Scheidsrechter: John Paterson (SCO) |

|                                                        |                                   |       |           |                                                                                 |
| 25 september 1971 «onderlinge duels» 17:30 uur (UTC+1) | Hongarije                         | 2 – 0 | Bulgarije | Népstadion, Boedapest Toeschouwers: 67.740 Scheidsrechter: Bobby Davidson (SCO) |
| 25 september 1971 «onderlinge duels» 17:30 uur (UTC+1) | Péter Juhász 49' Csaba Vidáts 51' |       |           | Népstadion, Boedapest Toeschouwers: 67.740 Scheidsrechter: Bobby Davidson (SCO) |

|                                                     |           |                                  |           | |
| 9 oktober 1971 «onderlinge duels» 15:00 uur (UTC+1) | Frankrijk | 0 – 2                            | Hongarije | Stade olympique Yves-du-Manoir, Colombes Toeschouwers: 21.756 Scheidsrechter: Gaspart Pintado (ESP) |
| 9 oktober 1971 «onderlinge duels» 15:00 uur (UTC+1) |           | 35' Ferenc Bene 43' Sándor Zámbó |           | Stade olympique Yves-du-Manoir, Colombes Toeschouwers: 21.756 Scheidsrechter: Gaspart Pintado (ESP) |

|                                                      |                                                                 |       |           |                                                                                |
| 27 oktober 1971 «onderlinge duels» 17:30 uur (UTC+1) | Hongarije                                                       | 4 – 0 | Noorwegen | Népstadion, Boedapest Toeschouwers: 29.253 Scheidsrechter: Doğan Babacan (TUR) |
| 27 oktober 1971 «onderlinge duels» 17:30 uur (UTC+1) | Ferenc Bene 22' Antal Dunai 24' Ferenc Bene 44' Lajos Szűcs 64' |       |           | Népstadion, Boedapest Toeschouwers: 29.253 Scheidsrechter: Doğan Babacan (TUR) |

|                                                       |                  |       |                                           |                                                                                   |
| 10 november 1971 «onderlinge duels» 20:30 uur (UTC+1) | Frankrijk        | 2 – 1 | Bulgarije                                 | Stade Marcel Saupin, Nantes Toeschouwers: 9.405 Scheidsrechter: Jack Taylor (ENG) |
| 10 november 1971 «onderlinge duels» 20:30 uur (UTC+1) | Georges Lech 64' |       | 54' (pen.) Hristo Bonev 87' Charly Loubet | Stade Marcel Saupin, Nantes Toeschouwers: 9.405 Scheidsrechter: Jack Taylor (ENG) |

|                                                      |                                      |       |                      |                                                                                                   |
| 4 december 1971 «onderlinge duels» 14:30 uur (UTC+2) | Bulgarije                            | 2 – 1 | Frankrijk            | Vasil Levski Nationaal Stadion, Sofia Toeschouwers: 18.057 Scheidsrechter: Kurt Tschenscher (FRG) |
| 4 december 1971 «onderlinge duels» 14:30 uur (UTC+2) | Petar Zhekov 47' Atanas Mihaylov 82' |       | 84' Bernard Blanchet | Vasil Levski Nationaal Stadion, Sofia Toeschouwers: 18.057 Scheidsrechter: Kurt Tschenscher (FRG) |

### Groep 3
Van de onttroonde wereldkampioen Engeland werd verwacht, dat ze de kwartfinales makkelijk zouden halen, maar ze kregen onverwachte concurrentie van Zwitserland. Beide landen wonnen hun wedstrijden tegen Griekenland en het debuterende Malta, de onderlinge wedstrijden moesten beslissen. Engeland won in Basel met 2-3 dankzij een eigen doelpunt van Weibel, op Wembley bleef het 1-1.
| Pos | Land        | Wed | Win | Gel | Ver | DV | DT | +/− | Pnt |
| --- | ----------- | --- | --- | --- | --- | -- | -- | --- | --- |
| 1   | Engeland    | 6   | 5   | 1   | 0   | 15 | 3  | +12 | 11  |
| 2   | Zwitserland | 6   | 4   | 1   | 1   | 12 | 5  | +7  | 9   |
| 3   | Griekenland | 6   | 1   | 1   | 4   | 3  | 8  | –5  | 3   |
| 4   | Malta       | 6   | 0   | 1   | 5   | 2  | 16 | –14 | 1   |

|                                                      |                     |       |                           |                                                                                   |
| 11 oktober 1970 «onderlinge duels» 15:00 uur (UTC+1) | Malta               | 1 – 1 | Griekenland               | Empire Stadion, Gżira Toeschouwers: 8.689 Scheidsrechter: Concetto Lo Bello (ITA) |
| 11 oktober 1970 «onderlinge duels» 15:00 uur (UTC+1) | Willie Vassallo 66' |       | 88' Mihalis Kritikopoulos | Empire Stadion, Gżira Toeschouwers: 8.689 Scheidsrechter: Concetto Lo Bello (ITA) |

|                                                       |             |                 |             | |
| 16 december 1970 «onderlinge duels» 14:45 uur (UTC+2) | Griekenland | 0 – 1           | Zwitserland | Georgios Karaiskákisstadion, Piraeus Toeschouwers: 30.699 Scheidsrechter: Milivoje Gugulović (YUG) |
| 16 december 1970 «onderlinge duels» 14:45 uur (UTC+2) |             | 84' Kudi Müller |             | Georgios Karaiskákisstadion, Piraeus Toeschouwers: 30.699 Scheidsrechter: Milivoje Gugulović (YUG) |

|                                                       |                           |       |                                          |                                                                             |
| 20 december 1970 «onderlinge duels» 14:30 uur (UTC+1) | Malta                     | 1 – 2 | Zwitserland                              | Empire Stadion, Gżira Toeschouwers: 4.739 Scheidsrechter: Gocho Rusev (BUL) |
| 20 december 1970 «onderlinge duels» 14:30 uur (UTC+1) | Eddie Theobald 57' (pen.) |       | 49' René-Pierre Quentin 59' Fritz Künzli | Empire Stadion, Gżira Toeschouwers: 4.739 Scheidsrechter: Gocho Rusev (BUL) |

|                                                      |       |                   |          |                                                                                      |
| 3 februari 1971 «onderlinge duels» 15:00 uur (UTC+1) | Malta | 0 – 1             | Engeland | Empire Stadion, Gżira Toeschouwers: 29.751 Scheidsrechter: Ferdinand Marschall (AUT) |
| 3 februari 1971 «onderlinge duels» 15:00 uur (UTC+1) |       | 34' Martin Peters |          | Empire Stadion, Gżira Toeschouwers: 29.751 Scheidsrechter: Ferdinand Marschall (AUT) |

|                                                    |                                                                                                 |       |       |                                                                                      |
| 21 april 1971 «onderlinge duels» 19:45 uur (UTC+1) | Zwitserland                                                                                     | 5 – 0 | Malta | Stadion Allmend, Luzern Toeschouwers: 16.470 Scheidsrechter: Gunnar Michaelsen (DEN) |
| 21 april 1971 «onderlinge duels» 19:45 uur (UTC+1) | Rolf Blättler 14' Fritz Künzli 17' René-Pierre Quentin 26' Roland Citherlet 28' Kudi Müller 30' |       |       | Stadion Allmend, Luzern Toeschouwers: 16.470 Scheidsrechter: Gunnar Michaelsen (DEN) |

|                                                    |                                                   |       |             |                                                                                      |
| 21 april 1971 «onderlinge duels» 19:45 uur (UTC+1) | Engeland                                          | 3 – 0 | Griekenland | Wembley Stadium, Londen Toeschouwers: 55.123 Scheidsrechter: Martti Hirviniemi (FIN) |
| 21 april 1971 «onderlinge duels» 19:45 uur (UTC+1) | Martin Chivers 22' Geoff Hurst 68' Franny Lee 87' |       |             | Wembley Stadium, Londen Toeschouwers: 55.123 Scheidsrechter: Martti Hirviniemi (FIN) |

|                                                  | |       |       |                                                                               |
| 12 mei 1971 «onderlinge duels» 19:45 uur (UTC+1) | Engeland                                                                                             | 5 – 0 | Malta | Wembley Stadium, Londen Toeschouwers: 41.534 Scheidsrechter: Einar Røed (NOR) |
| 12 mei 1971 «onderlinge duels» 19:45 uur (UTC+1) | Martin Chivers 29' Francis Lee 43' Allan Clarke 47' (pen.) Martin Chivers 59' Christopher Lawler 75' |       |       | Wembley Stadium, Londen Toeschouwers: 41.534 Scheidsrechter: Einar Røed (NOR) |

|                                                  |                   |       |             |                                                                                             |
| 12 mei 1971 «onderlinge duels» 20:15 uur (UTC+1) | Zwitserland       | 1 – 0 | Griekenland | Wankdorf, Bern Toeschouwers: 32.770 Scheidsrechter: Iorwerth Jones (WAL) Tom Reynolds (WAL) |
| 12 mei 1971 «onderlinge duels» 20:15 uur (UTC+1) | Karl Odermatt 74' |       |             | Wankdorf, Bern Toeschouwers: 32.770 Scheidsrechter: Iorwerth Jones (WAL) Tom Reynolds (WAL) |

|                                                   |                                          |       |       |                                                                                             |
| 18 juni 1971 «onderlinge duels» 21:00 uur (UTC+2) | Griekenland                              | 2 – 0 | Malta | Georgios Karaiskákisstadion, Piraeus Toeschouwers: 9.561 Scheidsrechter: István Zsolt (HUN) |
| 18 juni 1971 «onderlinge duels» 21:00 uur (UTC+2) | Kostas Davourlis 60' Kostas Aidiniou 80' |       |       | Georgios Karaiskákisstadion, Piraeus Toeschouwers: 9.561 Scheidsrechter: István Zsolt (HUN) |

|                                                      |                                        |       |                                                          |                                                                               |
| 13 oktober 1971 «onderlinge duels» 20:00 uur (UTC+1) | Zwitserland                            | 2 – 3 | Engeland                                                 | St. Jakob-Park, Bazel Toeschouwers: 47.877 Scheidsrechter: Vital Loraux (BEL) |
| 13 oktober 1971 «onderlinge duels» 20:00 uur (UTC+1) | Daniel Jeandupeux 10' Fritz Künzli 44' |       | 1' Geoff Hurst 12' Martin Chivers 80' (e.d.) Toni Weibel | St. Jakob-Park, Bazel Toeschouwers: 47.877 Scheidsrechter: Vital Loraux (BEL) |

|                                                     |                   |       |                   |                                                                                          |
| 10 november 1971 «onderlinge duels» 19:45 uur (UTC) | Engeland          | 1 – 1 | Zwitserland       | Wembley Stadium, Londen Toeschouwers: 90.423 Scheidsrechter: Constantin Bărbulescu (ROU) |
| 10 november 1971 «onderlinge duels» 19:45 uur (UTC) | Mike Summerbee 9' |       | 26' Karl Odermatt | Wembley Stadium, Londen Toeschouwers: 90.423 Scheidsrechter: Constantin Bărbulescu (ROU) |

|                                                      |             |                                    |          | |
| 1 december 1971 «onderlinge duels» 14:45 uur (UTC+2) | Griekenland | 0 – 2                              | Engeland | Georgios Karaiskákisstadion, Piraeus Toeschouwers: 34.014 Scheidsrechter: José María Ortiz de Mendíbil (ESP) |
| 1 december 1971 «onderlinge duels» 14:45 uur (UTC+2) |             | 57' Geoff Hurst 90' Martin Chivers |          | Georgios Karaiskákisstadion, Piraeus Toeschouwers: 34.014 Scheidsrechter: José María Ortiz de Mendíbil (ESP) |

### Groep 4
De strijd in deze groep ging tussen de eerste twee Europese kampioenen: de Sovjet-Unie en Spanje. In het Lenin-stadion van Moskou wonnen de Russen met 2-1, in Sevilla bleven de Spanjaarden steken op 0-0, vooral dankzij voortreffelijk keeperswerk van Jevgeni Roedakov. 
| Pos | Land          | Wed | Win | Gel | Ver | DV | DT | +/− | Pnt |
| --- | ------------- | --- | --- | --- | --- | -- | -- | --- | --- |
| 1   | Sovjet-Unie   | 6   | 4   | 2   | 0   | 13 | 4  | +9  | 10  |
| 2   | Spanje        | 6   | 3   | 2   | 1   | 14 | 3  | +11 | 8   |
| 3   | Noord-Ierland | 6   | 2   | 2   | 2   | 10 | 6  | +4  | 6   |
| 4   | Cyprus        | 6   | 0   | 0   | 6   | 2  | 26 | –24 | 0   |

|                                                       |                                               |       |               |                                                                                                   |
| 11 november 1970 «onderlinge duels» 20:30 uur (UTC+1) | Spanje                                        | 3 – 0 | Noord-Ierland | Estadio Ramón Sánchez Pizjuán, Sevilla Toeschouwers: 26.215 Scheidsrechter: Gyula Emsberger (HUN) |
| 11 november 1970 «onderlinge duels» 20:30 uur (UTC+1) | Carles Rexach 39' Pirri 59' Luis Aragonés 77' |       |               | Estadio Ramón Sánchez Pizjuán, Sevilla Toeschouwers: 26.215 Scheidsrechter: Gyula Emsberger (HUN) |

|                                                       |                       |       |                                                                     |                                                                                |
| 15 november 1970 «onderlinge duels» 14:45 uur (UTC+2) | Cyprus                | 1 – 3 | Sovjet-Unie                                                         | GSP-stadion, Nicosia Toeschouwers: 8.980 Scheidsrechter: Petar Kostovski (YUG) |
| 15 november 1970 «onderlinge duels» 14:45 uur (UTC+2) | Nikos Haralambous 42' |       | 10' Viktor Kolotov 16' Gennadiy Evryuzhikhin 50' Vitali Sjevtsjenko | GSP-stadion, Nicosia Toeschouwers: 8.980 Scheidsrechter: Petar Kostovski (YUG) |

|                                                      |        |                                                             |               |                                                                                     |
| 3 februari 1971 «onderlinge duels» 14:45 uur (UTC+2) | Cyprus | 0 – 3                                                       | Noord-Ierland | GSP-stadion, Nicosia Toeschouwers: 8.912 Scheidsrechter: Francesco Francescon (ITA) |
| 3 februari 1971 «onderlinge duels» 14:45 uur (UTC+2) |        | 53' Jimmy Nicholson 55' Derek Dougan 86' (pen.) George Best |               | GSP-stadion, Nicosia Toeschouwers: 8.912 Scheidsrechter: Francesco Francescon (ITA) |

|                                                    |                                                                                      |       |        |                                                                                  |
| 21 april 1971 «onderlinge duels» 19:45 uur (UTC+1) | Noord-Ierland                                                                        | 5 – 0 | Cyprus | Windsor Park, Belfast Toeschouwers: 19.153 Scheidsrechter: Jacques Colling (LUX) |
| 21 april 1971 «onderlinge duels» 19:45 uur (UTC+1) | Derek Dougan 20' George Best 44' George Best 47' George Best 56' Jimmy Nicholson 85' |       |        | Windsor Park, Belfast Toeschouwers: 19.153 Scheidsrechter: Jacques Colling (LUX) |

|                                                 |        |                                |        |                                                                                      |
| 9 mei 1971 «onderlinge duels» 16:30 uur (UTC+2) | Spanje | 0 – 2                          | Cyprus | GSP-stadion, Nicosia Toeschouwers: 5.818 Scheidsrechter: Constantin Bărbulescu (ROU) |
| 9 mei 1971 «onderlinge duels» 16:30 uur (UTC+2) |        | 3' Pirri 85' José Luis Violeta |        | GSP-stadion, Nicosia Toeschouwers: 5.818 Scheidsrechter: Constantin Bărbulescu (ROU) |

|                                                  |                                           |       |                   |                                                                                            |
| 30 mei 1971 «onderlinge duels» 18:30 uur (UTC+3) | Sovjet-Unie                               | 2 – 1 | Spanje            | Centraal Leninstadion, Moskou Toeschouwers: 81.700 Scheidsrechter: Ferdinand Biwersi (FRG) |
| 30 mei 1971 «onderlinge duels» 18:30 uur (UTC+3) | Viktor Kolotov 79' Vitali Sjevtsjenko 83' |       | 88' Carles Rexach | Centraal Leninstadion, Moskou Toeschouwers: 81.700 Scheidsrechter: Ferdinand Biwersi (FRG) |

|                                                  | |       |                     |                                                                                      |
| 7 juni 1971 «onderlinge duels» 19:30 uur (UTC+3) | Sovjet-Unie | 6 – 1 | Cyprus              | Centraal Leninstadion, Moskou Toeschouwers: 21.159 Scheidsrechter: Erik Beijar (FIN) |
| 7 juni 1971 «onderlinge duels» 19:30 uur (UTC+3) | Vladimir Fedotov 4' Gennadiy Evryuzhikhin 23' Gennadiy Evryuzhikhin 38' Viktor Kolotov 59' Anatoli Banişevski 85' Vladimir Fedotov 86' |       | 75' Stefanis Mihail | Centraal Leninstadion, Moskou Toeschouwers: 21.159 Scheidsrechter: Erik Beijar (FIN) |

|                                                        |                               |       |               |                                                                                       |
| 22 september 1971 «onderlinge duels» 19:30 uur (UTC+3) | Sovjet-Unie                   | 1 – 0 | Noord-Ierland | Centraal Leninstadion, Moskou Toeschouwers: 51.186 Scheidsrechter: Ove Dahlberg (SWE) |
| 22 september 1971 «onderlinge duels» 19:30 uur (UTC+3) | Volodymyr Moentjan 53' (pen.) |       |               | Centraal Leninstadion, Moskou Toeschouwers: 51.186 Scheidsrechter: Ove Dahlberg (SWE) |

|                                                      |                     |       |                        |                                                                             |
| 13 oktober 1971 «onderlinge duels» 16:00 uur (UTC+1) | Noord-Ierland       | 1 – 1 | Sovjet-Unie            | Windsor Park, Belfast Toeschouwers: 16.573 Scheidsrechter: Rolf Nyhus (NOR) |
| 13 oktober 1971 «onderlinge duels» 16:00 uur (UTC+1) | Jimmy Nicholson 13' |       | 32' Anatolij Bysjovets | Windsor Park, Belfast Toeschouwers: 16.573 Scheidsrechter: Rolf Nyhus (NOR) |

|                                                      |        |       |             | |
| 27 oktober 1971 «onderlinge duels» 20:30 uur (UTC+1) | Spanje | 0 – 0 | Sovjet-Unie | Estadio Ramón Sánchez Pizjuán, Sevilla Toeschouwers: 40.169 Scheidsrechter: Norman Burtenshaw (ENG) |
| 27 oktober 1971 «onderlinge duels» 20:30 uur (UTC+1) |        |       |             | Estadio Ramón Sánchez Pizjuán, Sevilla Toeschouwers: 40.169 Scheidsrechter: Norman Burtenshaw (ENG) |

|                                                       |                                                                                    |       |        |                                                                                           |
| 24 november 1971 «onderlinge duels» 20:00 uur (UTC+1) | Spanje                                                                             | 7 – 0 | Cyprus | Estadio Los Cármenes, Granada Toeschouwers: 19.176 Scheidsrechter: Joe Cassar Naudi (MLT) |
| 24 november 1971 «onderlinge duels» 20:00 uur (UTC+1) | Pirri 9' Quino 12' Quino 24' Pirri 46' (pen.) Aguilar 63' Lora 66' Txetxu Rojo 75' |       |        | Estadio Los Cármenes, Granada Toeschouwers: 19.176 Scheidsrechter: Joe Cassar Naudi (MLT) |

|                                                     |                  |       |                 |                                                                                            |
| 16 februari 1972 «onderlinge duels» 15:00 uur (UTC) | Noord-Ierland    | 1 – 1 | Spanje          | Boothferry Park, Kingston upon Hull Toeschouwers: 19.925 Scheidsrechter: Jack Taylor (ENG) |
| 16 februari 1972 «onderlinge duels» 15:00 uur (UTC) | Sammy Morgan 72' |       | 40' Txetxu Rojo | Boothferry Park, Kingston upon Hull Toeschouwers: 19.925 Scheidsrechter: Jack Taylor (ENG) |

### Groep 5
Na het teleurstellende WK in Mexico pikten de Belgen de draad weer op en hadden een vliegende start met vier overwinningen op rij. Zowel Schotland als Portugal werden binnen twee weken met 3-0 verslagen. Een nederlaag in Schotland zette de kwalificatie even op de tocht, beslissend was nu de uitwedstrijd tegen het Portugal van Eusébio. bij een 2-0 nederlaag zou het België van Paul van Himst alsnog kwalificatie voor de kwartfinales mislopen. Voor 60.000 toeschouwers bleef België prima op de been, men kwam op een voorsprong door een doelpunt van Raoul Lambert en al gaf het de zege nog weg in de slotfase, kwalificatie kwam totaal niet in gevaar.
| Pos | Land       | Wed | Win | Gel | Ver | DV | DT | +/− | Pnt |
| --- | ---------- | --- | --- | --- | --- | -- | -- | --- | --- |
| 1   | België     | 6   | 4   | 1   | 1   | 11 | 3  | +8  | 9   |
| 2   | Portugal   | 6   | 3   | 1   | 2   | 10 | 6  | +4  | 7   |
| 3   | Schotland  | 6   | 3   | 0   | 3   | 4  | 7  | –3  | 6   |
| 4   | Denemarken | 6   | 1   | 0   | 5   | 2  | 11 | –9  | 2   |

|                                                      |            |                  |          |                                                                                            |
| 14 oktober 1970 «onderlinge duels» 19:00 uur (UTC+1) | Denemarken | 0 – 1            | Portugal | Københavns Idrætspark, Kopenhagen Toeschouwers: 17.317 Scheidsrechter: Leo Callaghan (WAL) |
| 14 oktober 1970 «onderlinge duels» 19:00 uur (UTC+1) |            | 40' Jacinto João |          | Københavns Idrætspark, Kopenhagen Toeschouwers: 17.317 Scheidsrechter: Leo Callaghan (WAL) |

|                                                       |                 |       |            |                                                                                 |
| 11 november 1970 «onderlinge duels» 20:00 uur (UTC+1) | Schotland       | 1 – 0 | Denemarken | Hampden Park, Glasgow Toeschouwers: 24.618 Scheidsrechter: Erich Linemayr (AUT) |
| 11 november 1970 «onderlinge duels» 20:00 uur (UTC+1) | John O'Hare 14' |       |            | Hampden Park, Glasgow Toeschouwers: 24.618 Scheidsrechter: Erich Linemayr (AUT) |

|                                                       |                                         |       |            |                                                                            |
| 25 november 1970 «onderlinge duels» 20:00 uur (UTC+1) | België                                  | 2 – 0 | Denemarken | De Klokke, Brugge Toeschouwers: 9.697 Scheidsrechter: John Carpenter (IRL) |
| 25 november 1970 «onderlinge duels» 20:00 uur (UTC+1) | Johan De Vrindt 18' Johan De Vrindt 35' |       |            | De Klokke, Brugge Toeschouwers: 9.697 Scheidsrechter: John Carpenter (IRL) |

|                                                      |                                                                         |       |           |                                                                             |
| 3 februari 1971 «onderlinge duels» 20:00 uur (UTC+1) | België                                                                  | 3 – 0 | Schotland | Sclessin, Luik Toeschouwers: 13.931 Scheidsrechter: Antonio Sbardella (ITA) |
| 3 februari 1971 «onderlinge duels» 20:00 uur (UTC+1) | Ronnie McKinnon 34' (e.d.) Paul Van Himst 55' Paul Van Himst 83' (pen.) |       |           | Sclessin, Luik Toeschouwers: 13.931 Scheidsrechter: Antonio Sbardella (ITA) |

|                                                       |                                                             |       |          |                                                                                       |
| 17 februari 1971 «onderlinge duels» 20:00 uur (UTC+1) | België                                                      | 3 – 0 | Portugal | Stade Émile Versé, Brussel Toeschouwers: 26.821 Scheidsrechter: Gaspart Pintado (ESP) |
| 17 februari 1971 «onderlinge duels» 20:00 uur (UTC+1) | Raoul Lambert 15' Raoul Lambert 63' (pen.) André De Nul 75' |       |          | Stade Émile Versé, Brussel Toeschouwers: 26.821 Scheidsrechter: Gaspart Pintado (ESP) |

|                                                    |                                    |       |           |                                                                                       |
| 21 april 1971 «onderlinge duels» 21:30 uur (UTC+1) | Portugal                           | 2 – 0 | Schotland | Estádio da Luz, Lissabon Toeschouwers: 35.463 Scheidsrechter: Michel Kitabdjian (FRA) |
| 21 april 1971 «onderlinge duels» 21:30 uur (UTC+1) | Pat Stanton 22' (e.d.) Eusébio 82' |       |           | Estádio da Luz, Lissabon Toeschouwers: 35.463 Scheidsrechter: Michel Kitabdjian (FRA) |

|                                                  |                                                                                             |       |            |                                                                                    |
| 12 mei 1971 «onderlinge duels» 21:30 uur (UTC+1) | Portugal                                                                                    | 5 – 0 | Denemarken | Estádio das Antas, Porto Toeschouwers: 16.391 Scheidsrechter: Malcolm Wright (NIR) |
| 12 mei 1971 «onderlinge duels» 21:30 uur (UTC+1) | Rui Rodrigues 18' Eusébio 42' Vítor Baptista 48' Vítor Baptista 52' Erik Sandvad 88' (e.d.) |       |            | Estádio das Antas, Porto Toeschouwers: 16.391 Scheidsrechter: Malcolm Wright (NIR) |

|                                                  |                    |       |                                         |                                                                                           |
| 26 mei 1971 «onderlinge duels» 19:00 uur (UTC+1) | Denemarken         | 1 – 2 | België                                  | Københavns Idrætspark, Kopenhagen Toeschouwers: 27.266 Scheidsrechter: Kåre Sirevåg (NOR) |
| 26 mei 1971 «onderlinge duels» 19:00 uur (UTC+1) | Kresten Bjerre 76' |       | 65' Johan De Vrindt 75' Johan De Vrindt | Københavns Idrætspark, Kopenhagen Toeschouwers: 27.266 Scheidsrechter: Kåre Sirevåg (NOR) |

|                                                  |                  |       |           |                                                                                              |
| 9 juni 1971 «onderlinge duels» 19:00 uur (UTC+1) | Denemarken       | 1 – 0 | Schotland | Københavns Idrætspark, Kopenhagen Toeschouwers: 37.682 Scheidsrechter: Wolfgang Riedel (DDR) |
| 9 juni 1971 «onderlinge duels» 19:00 uur (UTC+1) | Finn Laudrup 43' |       |           | Københavns Idrætspark, Kopenhagen Toeschouwers: 37.682 Scheidsrechter: Wolfgang Riedel (DDR) |

|                                                      |                                    |       |                   |                                                                                    |
| 13 oktober 1971 «onderlinge duels» 20:00 uur (UTC+1) | Schotland                          | 2 – 1 | Portugal          | Hampden Park, Glasgow Toeschouwers: 58.612 Scheidsrechter: Brunon Piotrowicz (POL) |
| 13 oktober 1971 «onderlinge duels» 20:00 uur (UTC+1) | John O'Hare 23' Archie Gemmill 58' |       | 57' Rui Rodrigues | Hampden Park, Glasgow Toeschouwers: 58.612 Scheidsrechter: Brunon Piotrowicz (POL) |

|                                                     |                |       |        |                                                                                      |
| 10 november 1971 «onderlinge duels» 19:30 uur (UTC) | Schotland      | 1 – 0 | België | Pittodrie Stadium, Aberdeen Toeschouwers: 36.500 Scheidsrechter: Einar Boström (SWE) |
| 10 november 1971 «onderlinge duels» 19:30 uur (UTC) | John O'Hare 5' |       |        | Pittodrie Stadium, Aberdeen Toeschouwers: 36.500 Scheidsrechter: Einar Boström (SWE) |

|                                                       |                           |       |                   |                                                                               |
| 21 november 1971 «onderlinge duels» 15:00 uur (UTC+1) | Portugal                  | 1 – 1 | België            | Estádio da Luz, Lissabon Toeschouwers: 53.577 Scheidsrechter: Ken Burns (ENG) |
| 21 november 1971 «onderlinge duels» 15:00 uur (UTC+1) | Fernando Peres 90' (pen.) |       | 60' Raoul Lambert | Estádio da Luz, Lissabon Toeschouwers: 53.577 Scheidsrechter: Ken Burns (ENG) |

### Groep 6
Na het succesvolle WK voetbal in Mexico, waar Italië tweede werd, vervolgde de regerend Europees kampioen met een simpele kwalificatie voor de kwartfinales. Men verspeelde alleen punten in de uitwedstrijd tegen Zweden en een thuiswedstrijd tegen Oostenrijk. Na een 3-0 zege op Zweden in Milaan was kwalificatie veilig gesteld.
| Pos | Land       | Wed | Win | Gel | Ver | DV | DT | +/− | Pnt |
| --- | ---------- | --- | --- | --- | --- | -- | -- | --- | --- |
| 1   | Italië     | 6   | 4   | 2   | 0   | 12 | 4  | +8  | 10  |
| 2   | Oostenrijk | 6   | 3   | 1   | 2   | 14 | 6  | +8  | 7   |
| 3   | Zweden     | 6   | 2   | 2   | 2   | 3  | 5  | –2  | 6   |
| 4   | Ierland    | 6   | 0   | 1   | 5   | 3  | 17 | –14 | 1   |

|                                                      |                   |       |                    |                                                                                 |
| 14 oktober 1970 «onderlinge duels» 20:00 uur (UTC+1) | Ierland           | 1 – 1 | Zweden             | Dalymount Park, Dublin Toeschouwers: 28.194 Scheidsrechter: Robert Héliès (FRA) |
| 14 oktober 1970 «onderlinge duels» 20:00 uur (UTC+1) | Tommy Carroll 43' |       | 61' Dan Brzokoupil | Dalymount Park, Dublin Toeschouwers: 28.194 Scheidsrechter: Robert Héliès (FRA) |

|                                                      |                  |       |         |                                                                                |
| 28 oktober 1970 «onderlinge duels» 19:00 uur (UTC+1) | Zweden           | 1 – 0 | Ierland | Råsundastadion, Solna Toeschouwers: 11.922 Scheidsrechter: Pavel Kazakov (URS) |
| 28 oktober 1970 «onderlinge duels» 19:00 uur (UTC+1) | Tom Turesson 74' |       |         | Råsundastadion, Solna Toeschouwers: 11.922 Scheidsrechter: Pavel Kazakov (URS) |

|                                                      |                   |       |                                               |                                                                                |
| 31 oktober 1970 «onderlinge duels» 15:00 uur (UTC+1) | Oostenrijk        | 1 – 2 | Italië                                        | Praterstadion, Wenen Toeschouwers: 54.953 Scheidsrechter: Lau van Ravens (NED) |
| 31 oktober 1970 «onderlinge duels» 15:00 uur (UTC+1) | Thomas Parits 29' |       | 27' Giancarlo De Sisti 34' Alessandro Mazzola | Praterstadion, Wenen Toeschouwers: 54.953 Scheidsrechter: Lau van Ravens (NED) |

|                                                      |                                                                        |       |         |                                                                                    |
| 8 december 1970 «onderlinge duels» 14:30 uur (UTC+1) | Italië                                                                 | 3 – 0 | Ierland | Stadio Comunale, Florence Toeschouwers: 41.092 Scheidsrechter: Robert Schaut (BEL) |
| 8 december 1970 «onderlinge duels» 14:30 uur (UTC+1) | Giancarlo De Sisti 22' (pen.) Roberto Boninsegna 42' Pierino Prati 84' |       |         | Stadio Comunale, Florence Toeschouwers: 41.092 Scheidsrechter: Robert Schaut (BEL) |

|                                                  |                  |       |                                          |                                                                                       |
| 10 mei 1971 «onderlinge duels» 19:00 uur (UTC+1) | Ierland          | 1 – 2 | Italië                                   | Lansdowne Road, Dublin Toeschouwers: 22.613 Scheidsrechter: Gerhard Schulenburg (FRG) |
| 10 mei 1971 «onderlinge duels» 19:00 uur (UTC+1) | Jimmy Conway 23' |       | 15' Roberto Boninsegna 59' Pierino Prati | Lansdowne Road, Dublin Toeschouwers: 22.613 Scheidsrechter: Gerhard Schulenburg (FRG) |

|                                                  |                |       |            |                                                                                    |
| 26 mei 1971 «onderlinge duels» 19:00 uur (UTC+1) | Zweden         | 1 – 0 | Oostenrijk | Råsundastadion, Solna Toeschouwers: 5.416 Scheidsrechter: Stanisław Eksztajn (POL) |
| 26 mei 1971 «onderlinge duels» 19:00 uur (UTC+1) | Jan Olsson 62' |       |            | Råsundastadion, Solna Toeschouwers: 5.416 Scheidsrechter: Stanisław Eksztajn (POL) |

|                                                  |                          |       |                                                                                     |                                                                               |
| 30 mei 1971 «onderlinge duels» 15:30 uur (UTC+1) | Ierland                  | 1 – 4 | Oostenrijk                                                                          | Dalymount Park, Dublin Toeschouwers: 14.674 Scheidsrechter: Henry Øberg (NOR) |
| 30 mei 1971 «onderlinge duels» 15:30 uur (UTC+1) | Eamonn Rogers 50' (pen.) |       | 4' (pen.) Hans Schmidradner 11' Karl Kodat 30' (e.d.) Jimmy Dunne 72' August Starek | Dalymount Park, Dublin Toeschouwers: 14.674 Scheidsrechter: Henry Øberg (NOR) |

|                                                  |        |       |        |                                                                                  |
| 9 juni 1971 «onderlinge duels» 19:00 uur (UTC+1) | Zweden | 0 – 0 | Italië | Råsundastadion, Solna Toeschouwers: 36.528 Scheidsrechter: Rudolf Scheurer (SUI) |
| 9 juni 1971 «onderlinge duels» 19:00 uur (UTC+1) |        |       |        | Råsundastadion, Solna Toeschouwers: 36.528 Scheidsrechter: Rudolf Scheurer (SUI) |

|                                                       |                   |       |        |                                                                               |
| 4 september 1971 «onderlinge duels» 15:30 uur (UTC+1) | Oostenrijk        | 1 – 0 | Zweden | Praterstadion, Wenen Toeschouwers: 38.274 Scheidsrechter: Rudi Glöckner (DDR) |
| 4 september 1971 «onderlinge duels» 15:30 uur (UTC+1) | Josef Stering 23' |       |        | Praterstadion, Wenen Toeschouwers: 38.274 Scheidsrechter: Rudi Glöckner (DDR) |

|                                                     |                                                   |       |        |                                                                          |
| 9 oktober 1971 «onderlinge duels» 14:30 uur (UTC+1) | Italië                                            | 3 – 0 | Zweden | San Siro, Milaan Toeschouwers: 65.582 Scheidsrechter: Roger Machin (FRA) |
| 9 oktober 1971 «onderlinge duels» 14:30 uur (UTC+1) | Gigi Riva 3' Roberto Boninsegna 41' Gigi Riva 83' |       |        | San Siro, Milaan Toeschouwers: 65.582 Scheidsrechter: Roger Machin (FRA) |

|                                                      | |       |         |                                                                            |
| 10 oktober 1971 «onderlinge duels» 14:45 uur (UTC+1) | Oostenrijk                                                                                                | 6 – 0 | Ierland | Linzerstadion, Linz Toeschouwers: 15.050 Scheidsrechter: Karl Göppel (SUI) |
| 10 oktober 1971 «onderlinge duels» 14:45 uur (UTC+1) | Kurt Jara 12' Hans Pirkner 41' (pen.) Thomas Parits 45' Thomas Parits 52' Kurt Jara 85' Thomas Parits 90' |       |         | Linzerstadion, Linz Toeschouwers: 15.050 Scheidsrechter: Karl Göppel (SUI) |

|                                                       |                                   |       |                                      |                                                                                    |
| 20 november 1971 «onderlinge duels» 14:30 uur (UTC+1) | Italië                            | 2 – 2 | Oostenrijk                           | Olympisch Stadion, Rome Toeschouwers: 58.752 Scheidsrechter: Gyula Emsberger (HUN) |
| 20 november 1971 «onderlinge duels» 14:30 uur (UTC+1) | Pierino Prati 10' Robert Sara 59' |       | 36' Kurt Jara 75' Giancarlo De Sisti | Olympisch Stadion, Rome Toeschouwers: 58.752 Scheidsrechter: Gyula Emsberger (HUN) |

### Groep 7
De jaren 1970 tot en met 1972 waren gouden jaren voor het Nederlands clubvoetbal, Feyenoord en tweemaal Ajax wonnen in die jaren de Europa Cup der Landskampioenen. Maar met het Nederlands elftal mocht het maar niet lukken. Johan Cruijff miste net als bij de kwalificatiewedstrijden voor het WK in 1970 de belangrijkste wedstrijden. Thuis tegen Joegoslavië werd het 1-1, de uitwedstrijden tegen Oost-Duitsland en Joegoslavië gingen verloren. Joegoslavië won later ook met 2-1 in Oost-Duitsland en plaatste zich vrij gemakkelijk voor de kwartfinales. De Nederlandse coach Fadrhonc bleef ondanks deze nieuwe blamage aan en restte nu de taak van een verzameling geweldige voetballers een homogeen Nederlands Elftal te maken.
| Pos | Land        | Wed | Win | Gel | Ver | DV | DT | +/− | Pnt |
| --- | ----------- | --- | --- | --- | --- | -- | -- | --- | --- |
| 1   | Joegoslavië | 6   | 3   | 3   | 0   | 7  | 2  | +5  | 9   |
| 2   | Nederland   | 6   | 3   | 1   | 2   | 18 | 6  | +12 | 7   |
| 3   | DDR         | 6   | 3   | 1   | 2   | 11 | 6  | +5  | 7   |
| 4   | Luxemburg   | 6   | 0   | 1   | 5   | 1  | 23 | –22 | 1   |

|                                                      |                         |       |                   |                                                                           |
| 11 oktober 1970 «onderlinge duels» 14:30 uur (UTC+1) | Nederland               | 1 – 1 | Joegoslavië       | De Kuip, Rotterdam Toeschouwers: 56.200 Scheidsrechter: Bill Mullan (SCO) |
| 11 oktober 1970 «onderlinge duels» 14:30 uur (UTC+1) | Rinus Israël 49' (pen.) |       | 22' Dragan Džajić | De Kuip, Rotterdam Toeschouwers: 56.200 Scheidsrechter: Bill Mullan (SCO) |

|                                                      |           |                                 |             |                                                                                   |
| 14 oktober 1970 «onderlinge duels» 19:30 uur (UTC+1) | Luxemburg | 0 – 2                           | Joegoslavië | Stade Municipal, Luxemburg Toeschouwers: 5.163 Scheidsrechter: Vital Loraux (BEL) |
| 14 oktober 1970 «onderlinge duels» 19:30 uur (UTC+1) |           | 44' Josip Bukal 64' Josip Bukal |             | Stade Municipal, Luxemburg Toeschouwers: 5.163 Scheidsrechter: Vital Loraux (BEL) |

|                                                       |                 |       |           |                                                                                        |
| 11 november 1970 «onderlinge duels» 18:30 uur (UTC+1) | DDR             | 1 – 0 | Nederland | Rudolf Harbigstadion, Dresden Toeschouwers: 30.089 Scheidsrechter: Curt Liedberg (SWE) |
| 11 november 1970 «onderlinge duels» 18:30 uur (UTC+1) | Peter Ducke 56' |       |           | Rudolf Harbigstadion, Dresden Toeschouwers: 30.089 Scheidsrechter: Curt Liedberg (SWE) |

|                                                       |           | |     |                                                                                    |
| 15 november 1970 «onderlinge duels» 14:45 uur (UTC+1) | Luxemburg | 0 – 5 | DDR | Stade Municipal, Luxemburg Toeschouwers: 3.800 Scheidsrechter: Anton Bucheli (SUI) |
| 15 november 1970 «onderlinge duels» 14:45 uur (UTC+1) |           | 21' Eberhard Vogel 29' Hans-Jürgen Kreische 36' Hans-Jürgen Kreische 39' Hans-Jürgen Kreische 78' Hans-Jürgen Kreische |     | Stade Municipal, Luxemburg Toeschouwers: 3.800 Scheidsrechter: Anton Bucheli (SUI) |

|                                                       | |       |           |                                                                            |
| 24 februari 1971 «onderlinge duels» 20:30 uur (UTC+1) | Nederland                                                                                              | 6 – 0 | Luxemburg | De Kuip, Rotterdam Toeschouwers: 38.100 Scheidsrechter: Faik Bajrami (ALB) |
| 24 februari 1971 «onderlinge duels» 20:30 uur (UTC+1) | Willi Lippens 26' Piet Keizer 53' Johan Cruijff 59' Johan Cruijff 69' Piet Keizer 80' Wim Suurbier 83' |       |           | De Kuip, Rotterdam Toeschouwers: 38.100 Scheidsrechter: Faik Bajrami (ALB) |

|                                                   |                                    |       |           |                                                                                         |
| 4 april 1971 «onderlinge duels» 15:00 uur (UTC+1) | Joegoslavië                        | 2 – 0 | Nederland | Stadion pod Marjanom, Split Toeschouwers: 15.563 Scheidsrechter: Kurt Tschenscher (FRG) |
| 4 april 1971 «onderlinge duels» 15:00 uur (UTC+1) | Jure Jerković 8' Dragan Džajić 39' |       |           | Stadion pod Marjanom, Split Toeschouwers: 15.563 Scheidsrechter: Kurt Tschenscher (FRG) |

|                                                    |                                              |       |                     |                                                                                       |
| 24 april 1971 «onderlinge duels» 15:00 uur (UTC+1) | DDR                                          | 2 – 1 | Luxemburg           | Stadion der Freundschaft, Gera Toeschouwers: 11.200 Scheidsrechter: Hugh Wilson (NIR) |
| 24 april 1971 «onderlinge duels» 15:00 uur (UTC+1) | Hans-Jürgen Kreische 31' Henning Frenzel 88' |       | 90' Gilbert Dussier | Stadion der Freundschaft, Gera Toeschouwers: 11.200 Scheidsrechter: Hugh Wilson (NIR) |

|                                                 |                  |       |                                       |                                                                                  |
| 9 mei 1971 «onderlinge duels» 15:00 uur (UTC+1) | DDR              | 1 – 2 | Joegoslavië                           | Zentralstadion, Leipzig Toeschouwers: 94.876 Scheidsrechter: Paul Schiller (AUT) |
| 9 mei 1971 «onderlinge duels» 15:00 uur (UTC+1) | Wolfram Löwe 70' |       | 11' Zoran Filipović 19' Dragan Džajić | Zentralstadion, Leipzig Toeschouwers: 94.876 Scheidsrechter: Paul Schiller (AUT) |

|                                                      |                                                    |       |                                       |                                                                                 |
| 10 oktober 1971 «onderlinge duels» 14:30 uur (UTC+1) | Nederland                                          | 3 – 2 | DDR                                   | De Kuip, Rotterdam Toeschouwers: 48.037 Scheidsrechter: Concetto Lo Bello (ITA) |
| 10 oktober 1971 «onderlinge duels» 14:30 uur (UTC+1) | Barry Hulshoff 25' Piet Keizer 52' Piet Keizer 63' |       | 10' Eberhard Vogel 82' Eberhard Vogel | De Kuip, Rotterdam Toeschouwers: 48.037 Scheidsrechter: Concetto Lo Bello (ITA) |

|                                                       |           | |           |                                                                                    |
| 17 november 1971 «onderlinge duels» 20:00 uur (UTC+1) | Luxemburg | 0 – 8 | Nederland | Philips Stadion, Eindhoven Toeschouwers: 17.500 Scheidsrechter: Michal Jursa (TCH) |
| 17 november 1971 «onderlinge duels» 20:00 uur (UTC+1) |           | 4' Johan Cruijff 7' Piet Keizer 12' Theo Pahlplatz 14' Johan Cruijff 37' Barry Hulshoff 54' Oeki Hoekema 60' Johan Cruijff 82' Rinus Israël |           | Philips Stadion, Eindhoven Toeschouwers: 17.500 Scheidsrechter: Michal Jursa (TCH) |

|                                                      |             |       |           |                                                                                         |
| 27 oktober 1971 «onderlinge duels» 14:30 uur (UTC+1) | Joegoslavië | 0 – 0 | Luxemburg | Pod Goricomstadion, Titograd Toeschouwers: 10.022 Scheidsrechter: Muzaffer Sarvan (TUR) |
| 27 oktober 1971 «onderlinge duels» 14:30 uur (UTC+1) |             |       |           | Pod Goricomstadion, Titograd Toeschouwers: 10.022 Scheidsrechter: Muzaffer Sarvan (TUR) |

|                                                       |           | |           |                                                                                    |
| 17 november 1971 «onderlinge duels» 20:00 uur (UTC+1) | Luxemburg | 0 – 8 | Nederland | Philips Stadion, Eindhoven Toeschouwers: 17.500 Scheidsrechter: Michal Jursa (TCH) |
| 17 november 1971 «onderlinge duels» 20:00 uur (UTC+1) |           | 4' Johan Cruijff 7' Piet Keizer 12' Theo Pahlplatz 14' Johan Cruijff 37' Barry Hulshoff 54' Oeki Hoekema 60' Johan Cruijff 82' Rinus Israël |           | Philips Stadion, Eindhoven Toeschouwers: 17.500 Scheidsrechter: Michal Jursa (TCH) |

### Groep 8
West-Duitsland verwachtte concurrentie van Polen, het land dat een hoopvolle generatie had onder aanvoering van de spits Lubański. De Polen speelden echter te wisselvallig om de Duitsers echt pijn te doen. Cruciaal was de 1-3 overwinning van West-Duitsland in Polen, waar de doelpuntenmachine Gerd Müller twee doelpunten maakte.
| Pos | Land           | Wed | Win | Gel | Ver | DV | DT | +/− | Pnt |
| --- | -------------- | --- | --- | --- | --- | -- | -- | --- | --- |
| 1   | West-Duitsland | 6   | 4   | 2   | 0   | 10 | 2  | +8  | 10  |
| 2   | Polen          | 6   | 2   | 2   | 2   | 10 | 6  | +4  | 6   |
| 3   | Turkije        | 6   | 2   | 1   | 3   | 5  | 13 | –8  | 5   |
| 4   | Albanië        | 6   | 1   | 1   | 4   | 5  | 9  | –4  | 3   |

|                                                      |                                                                   |       |         |                                                                                     |
| 14 oktober 1970 «onderlinge duels» 17:30 uur (UTC+1) | Polen                                                             | 3 – 0 | Albanië | Śląskistadion, Chorzów Toeschouwers: 8.507 Scheidsrechter: Andreas Kouniaides (CYP) |
| 14 oktober 1970 «onderlinge duels» 17:30 uur (UTC+1) | Robert Gadocha 19' Włodzimierz Lubański 83' Zygfryd Szołtysik 90' |       |         | Śląskistadion, Chorzów Toeschouwers: 8.507 Scheidsrechter: Andreas Kouniaides (CYP) |

|                                                      |                        |       |                   |                                                                                     |
| 17 oktober 1970 «onderlinge duels» 15:30 uur (UTC+1) | West-Duitsland         | 1 – 1 | Turkije           | Müngersdorferstadion, Keulen Toeschouwers: 52.204 Scheidsrechter: Paul Bonett (MLT) |
| 17 oktober 1970 «onderlinge duels» 15:30 uur (UTC+1) | Gerd Müller 36' (pen.) |       | 15' Kamuran Yavuz | Müngersdorferstadion, Keulen Toeschouwers: 52.204 Scheidsrechter: Paul Bonett (MLT) |

|                                                       |                               |       |                |                                                                                       |
| 13 december 1970 «onderlinge duels» 14:00 uur (UTC+2) | Turkije                       | 2 – 1 | Albanië        | Mithatpaşastadion, Istanbul Toeschouwers: 39.000 Scheidsrechter: János Biróczky (HUN) |
| 13 december 1970 «onderlinge duels» 14:00 uur (UTC+2) | Metin Kurt 4' Cemil Turan 43' |       | 22' Astrit Ziu | Mithatpaşastadion, Istanbul Toeschouwers: 39.000 Scheidsrechter: János Biróczky (HUN) |

|                                                       |         |                 |                |                                                                                      |
| 17 februari 1971 «onderlinge duels» 14:30 uur (UTC+1) | Albanië | 0 – 1           | West-Duitsland | Qemal Stafastadion, Tirana Toeschouwers: 18.082 Scheidsrechter: Todor Bechirov (BUL) |
| 17 februari 1971 «onderlinge duels» 14:30 uur (UTC+1) |         | 38' Gerd Müller |                | Qemal Stafastadion, Tirana Toeschouwers: 18.082 Scheidsrechter: Todor Bechirov (BUL) |

|                                                    |         |                                                  |                |                                                                                         |
| 25 april 1971 «onderlinge duels» 15:00 uur (UTC+2) | Turkije | 0 – 3                                            | West-Duitsland | Mithatpaşastadion, Istanbul Toeschouwers: 43.227 Scheidsrechter: Karlo Kruashvili (URS) |
| 25 april 1971 «onderlinge duels» 15:00 uur (UTC+2) |         | 43' Gerd Müller 47' Gerd Müller 72' Horst Köppel |                | Mithatpaşastadion, Istanbul Toeschouwers: 43.227 Scheidsrechter: Karlo Kruashvili (URS) |

|                                |                 |       |              |                                                                                     |
| 12 mei 1971 «onderlinge duels» | Albanië         | 1 – 1 | Polen        | Qemal Stafastadion, Tirana Toeschouwers: 18.812 Scheidsrechter: Robert Héliès (FRA) |
| 12 mei 1971 «onderlinge duels» | Medin Zhega 32' |       | 7' Jan Banaś | Qemal Stafastadion, Tirana Toeschouwers: 18.812 Scheidsrechter: Robert Héliès (FRA) |

|                                                   |                                        |       |         |                                                                                        |
| 12 juni 1971 «onderlinge duels» 15:30 uur (UTC+1) | West-Duitsland                         | 2 – 0 | Albanië | Wildparkstadion, Karlsruhe Toeschouwers: 44.833 Scheidsrechter: Timoleon Latsios (GRE) |
| 12 juni 1971 «onderlinge duels» 15:30 uur (UTC+1) | Günter Netzer 18' Jürgen Grabowski 44' |       |         | Wildparkstadion, Karlsruhe Toeschouwers: 44.833 Scheidsrechter: Timoleon Latsios (GRE) |

|                                                        | |       |                 |                                                                                        |
| 22 september 1971 «onderlinge duels» 15:15 uur (UTC+1) | Polen | 5 – 1 | Turkije         | Stadion Miejski, Krakau Toeschouwers: 20.241 Scheidsrechter: Antoine Queudeville (LUX) |
| 22 september 1971 «onderlinge duels» 15:15 uur (UTC+1) | Bronisław Bula 33' Włodzimierz Lubański 62' Robert Gadocha 69' Włodzimierz Lubański 73' Włodzimierz Lubański 90' |       | 83' Nihat Yayöz | Stadion Miejski, Krakau Toeschouwers: 20.241 Scheidsrechter: Antoine Queudeville (LUX) |

|                                                      |                    |       |                                                      |                                                                                                  |
| 10 oktober 1971 «onderlinge duels» 12:00 uur (UTC+1) | Polen              | 1 – 3 | West-Duitsland                                       | Stadion Dziesięciolecia, Warschau Toeschouwers: 83.570 Scheidsrechter: Ferdinand Marschall (AUT) |
| 10 oktober 1971 «onderlinge duels» 12:00 uur (UTC+1) | Robert Gadocha 28' |       | 29' Gerd Müller 64' Gerd Müller 70' Jürgen Grabowski | Stadion Dziesięciolecia, Warschau Toeschouwers: 83.570 Scheidsrechter: Ferdinand Marschall (AUT) |

|                                                       |                                                      |       |         |                                                                                   |
| 14 november 1971 «onderlinge duels» 14:00 uur (UTC+1) | Albanië                                              | 3 – 0 | Turkije | Qemal Stafastadion, Tirana Toeschouwers: 18.159 Scheidsrechter: Ivan Placek (TCH) |
| 14 november 1971 «onderlinge duels» 14:00 uur (UTC+1) | Ilir Përnaska 22' Panajot Pano 50' Ilir Përnaska 53' |       |         | Qemal Stafastadion, Tirana Toeschouwers: 18.159 Scheidsrechter: Ivan Placek (TCH) |

|                                                       |                |       |       |                                                                                  |
| 17 november 1971 «onderlinge duels» 15:00 uur (UTC+1) | West-Duitsland | 0 – 0 | Polen | Volksparkstadion, Hamburg Toeschouwers: 60.448 Scheidsrechter: Bill Mullan (SCO) |
| 17 november 1971 «onderlinge duels» 15:00 uur (UTC+1) |                |       |       | Volksparkstadion, Hamburg Toeschouwers: 60.448 Scheidsrechter: Bill Mullan (SCO) |

|                                                      |                 |       |       |                                                                                      |
| 5 december 1971 «onderlinge duels» 14:30 uur (UTC+2) | Turkije         | 1 – 0 | Polen | İzmir Atatürkstadion, İzmir Toeschouwers: 57.794 Scheidsrechter: Petar Nikolov (BUL) |
| 5 december 1971 «onderlinge duels» 14:30 uur (UTC+2) | Cemil Turan 52' |       |       | İzmir Atatürkstadion, İzmir Toeschouwers: 57.794 Scheidsrechter: Petar Nikolov (BUL) |

## Kwartfinale
In vergelijking met het vorige EK plaatste alleen de Sovjet-Unie zich opnieuw, Italië en Engeland werden respectievelijk uitgeschakeld door België en West-Duitsland, Hongarije nam de plaats in van Joegoslavië.
Opvallend aan de loting was, dat de ploegen uit West-Europa tegen elkaar speelden net als de ploegen uit Oost-Europa. De Sovjet-Unie schudde in de tweede helft van de tweede wedstrijd Joegoslavië ruim van zich af: 3-0. Hongarije had een beslissingswedstrijd in Belgrado nodig om Roemenië uit te schakelen: 2-1 vlak voor tijd. Het zou de laatste keer zijn, dat de Hongaren zo ver zouden komen op een internationaal toernooi. 
België zorgde voor een verrassing door de regerend Europees - en vice-wereldkampioen Italië uit te schakelen. In Milaan speelden de Belgen volgens het tactisch concept van Raymond Goethals zeer verdedigend: 0-0, in Brussel wonnen de Belgen met 2-1 door goals van Wilfried Van Moer en Paul van Himst. Door dit opmerkelijke resultaat mochten de Belgen het eindtoernooi organiseren. Van Moer ontbrak echter op de eindronde, want hij brak zijn been in de wedstrijd tegen Italië.
De West-Duitse bondscoach Helmut Schön had een luxe-probleem, hij had twee begenadigde spelbepalers, normaal speelde Wolfgang Overath van 1.FC Köln mede op aandringen van aanvoerder Franz Beckenbauer, maar Günter Netzer van Borussia Mönchengladbach was eigenlijk volgens insiders begenadigder, maar ook vaak lastig. Overath speelde dan ook op de WK's van 1966 en 1970. In 1972 kreeg Netzer eindelijk de voorkeur en hij maakte van de West-Duitse machine een swingend geheel. Dat hadden de Engelsen geweten, in het Wembley Stadium waren de Duitsers oppermachtig, al werd de zege pas behaald in de slotfase: 1-3. De treffers waren van Uli Hoeness, Netzer uit een strafschop en Gerd Müller. In de return in West-Berlijn bleef het 0-0, maar de eerste kwalificatie voor het Europees Kampioenschap kwam geen moment in gevaar.
|                                                    |        |       |        |                                                                           |
| 29 april 1972 «onderlinge duels» 15:30 uur (UTC+1) | Italië | 0 – 0 | België | San Siro, Milaan Toeschouwers: 63.549 Scheidsrechter: Petar Nikolov (BUL) |
| 29 april 1972 «onderlinge duels» 15:30 uur (UTC+1) |        |       |        | San Siro, Milaan Toeschouwers: 63.549 Scheidsrechter: Petar Nikolov (BUL) |

|                                                  |                                          |       |               |                                                                                        |
| 13 mei 1972 «onderlinge duels» 20:00 uur (UTC+1) | België                                   | 2 – 1 | Italië        | Stade Emile Versé, Anderlecht Toeschouwers: 26.561 Scheidsrechter: Paul Schiller (AUT) |
| 13 mei 1972 «onderlinge duels» 20:00 uur (UTC+1) | Wilfried Van Moer 23' Paul Van Himst 71' |       | 86' Gigi Riva | Stade Emile Versé, Anderlecht Toeschouwers: 26.561 Scheidsrechter: Paul Schiller (AUT) |

België wint met 2–1 over twee wedstrijden en kwalificeert zich voor het hoofdtoernooi.
|                                                    |                        |       |                        |                                                                             |
| 29 april 1972 «onderlinge duels» 17:00 uur (UTC+1) | Hongarije              | 1 – 1 | Roemenië               | Népstadion, Boedapest Toeschouwers: 68.466 Scheidsrechter: Dave Smith (ENG) |
| 29 april 1972 «onderlinge duels» 17:00 uur (UTC+1) | László Branikovits 10' |       | 56' Ludovic Sătmăreanu | Népstadion, Boedapest Toeschouwers: 68.466 Scheidsrechter: Dave Smith (ENG) |

|                                                  |                                        |       |                                  |                                                                                            |
| 14 mei 1972 «onderlinge duels» 17:00 uur (UTC+2) | Roemenië                               | 2 – 2 | Hongarije                        | Stadionul 23 August, Boekarest Toeschouwers: 60.254 Scheidsrechter: Kurt Tschenscher (FRG) |
| 14 mei 1972 «onderlinge duels» 17:00 uur (UTC+2) | Nicolae Dobrin 14' Alexandru Neagu 81' |       | 5' István Szőke 36' Lajos Kocsis | Stadionul 23 August, Boekarest Toeschouwers: 60.254 Scheidsrechter: Kurt Tschenscher (FRG) |

Na 2 wedstrijden stond het gelijk in doelsaldo, een replay werd gespeeld.

replay
|                                                  |                                   |       |                     |                                                                                |
| 17 mei 1972 «onderlinge duels» 20:00 uur (UTC+1) | Hongarije                         | 2 – 1 | Roemenië            | JNA Stadion, Belgrado Toeschouwers: 32.130 Scheidsrechter: Hristos Mihas (GRE) |
| 17 mei 1972 «onderlinge duels» 20:00 uur (UTC+1) | Lajos Kocsis 26' István Szőke 87' |       | 32' Alexandru Neagu | JNA Stadion, Belgrado Toeschouwers: 32.130 Scheidsrechter: Hristos Mihas (GRE) |

Hongarije won de replay en kwalificeert zich voor het hoofdtoernooi.
|                                                    |                |       |                                                         |                                                                                  |
| 29 april 1972 «onderlinge duels» 19:45 uur (UTC+1) | Engeland       | 1 – 3 | West-Duitsland                                          | Wembley Stadium, Londen Toeschouwers: 96.766 Scheidsrechter: Robert Héliès (FRA) |
| 29 april 1972 «onderlinge duels» 19:45 uur (UTC+1) | Franny Lee 77' |       | 26' Uli Hoeneß 85' (pen.) Günter Netzer 88' Gerd Müller | Wembley Stadium, Londen Toeschouwers: 96.766 Scheidsrechter: Robert Héliès (FRA) |

|                                                  |                |       |          |                                                                                            |
| 13 mei 1972 «onderlinge duels» 16:00 uur (UTC+1) | West-Duitsland | 0 – 0 | Engeland | Olympiastadion, West-Berlijn Toeschouwers: 76.122 Scheidsrechter: Milivoje Gugulović (YUG) |
| 13 mei 1972 «onderlinge duels» 16:00 uur (UTC+1) |                |       |          | Olympiastadion, West-Berlijn Toeschouwers: 76.122 Scheidsrechter: Milivoje Gugulović (YUG) |

West-Duitsland wint met 3–1 over twee wedstrijden en kwalificeert zich voor het hoofdtoernooi.
|                                                    |             |       |             |                                                                                       |
| 30 april 1972 «onderlinge duels» 16:00 uur (UTC+1) | Joegoslavië | 0 – 0 | Sovjet-Unie | Rode Sterstadion, Belgrado Toeschouwers: 58.312 Scheidsrechter: Rudolf Scheurer (SUI) |
| 30 april 1972 «onderlinge duels» 16:00 uur (UTC+1) |             |       |             | Rode Sterstadion, Belgrado Toeschouwers: 58.312 Scheidsrechter: Rudolf Scheurer (SUI) |

|                                                  |                                                                  |       |             |                                                                                           |
| 14 mei 1972 «onderlinge duels» 17:00 uur (UTC+3) | Sovjet-Unie                                                      | 3 – 0 | Joegoslavië | Centraal Leninstadion, Moskou Toeschouwers: 90.263 Scheidsrechter: Aurelio Angonese (ITA) |
| 14 mei 1972 «onderlinge duels» 17:00 uur (UTC+3) | Viktor Kolotov 53' Anatoli Banişevski 74' Eduard Kozinkevich 90' |       |             | Centraal Leninstadion, Moskou Toeschouwers: 90.263 Scheidsrechter: Aurelio Angonese (ITA) |

Sovjet-Unie wint met 3–9 over twee wedstrijden en kwalificeert zich voor het hoofdtoernooi.